# 波瓦坦鎮區 (堪薩斯州布朗縣)
波瓦坦鎮區（英語：Powhattan Township）是位於美國堪薩斯州布朗縣的一個行政鎮區。

## 地方資料
波瓦坦鎮區的面積為232.63平方千米，當中陸地面積為232.49平方千米，而水域面積為0.14平方千米。根據2010年美國人口普查的數據，當地共有人口874人，而人口密度為每平方千米3.76人。

## 外部連結
- US-Counties.com
- City-Data.com （页面存档备份，存于）